# Åryd (gmina Karlshamn)
Åryd – miejscowość (tätort) w Szwecji, w regionie administracyjnym (län) Blekinge, w gminie Karlshamn.
Według danych Szwedzkiego Urzędu Statystycznego liczba ludności wyniosła: 323 (31 grudnia 2015), 326 (31 grudnia 2018) i 318 (31 grudnia 2019).